# Abax parallelepipedus

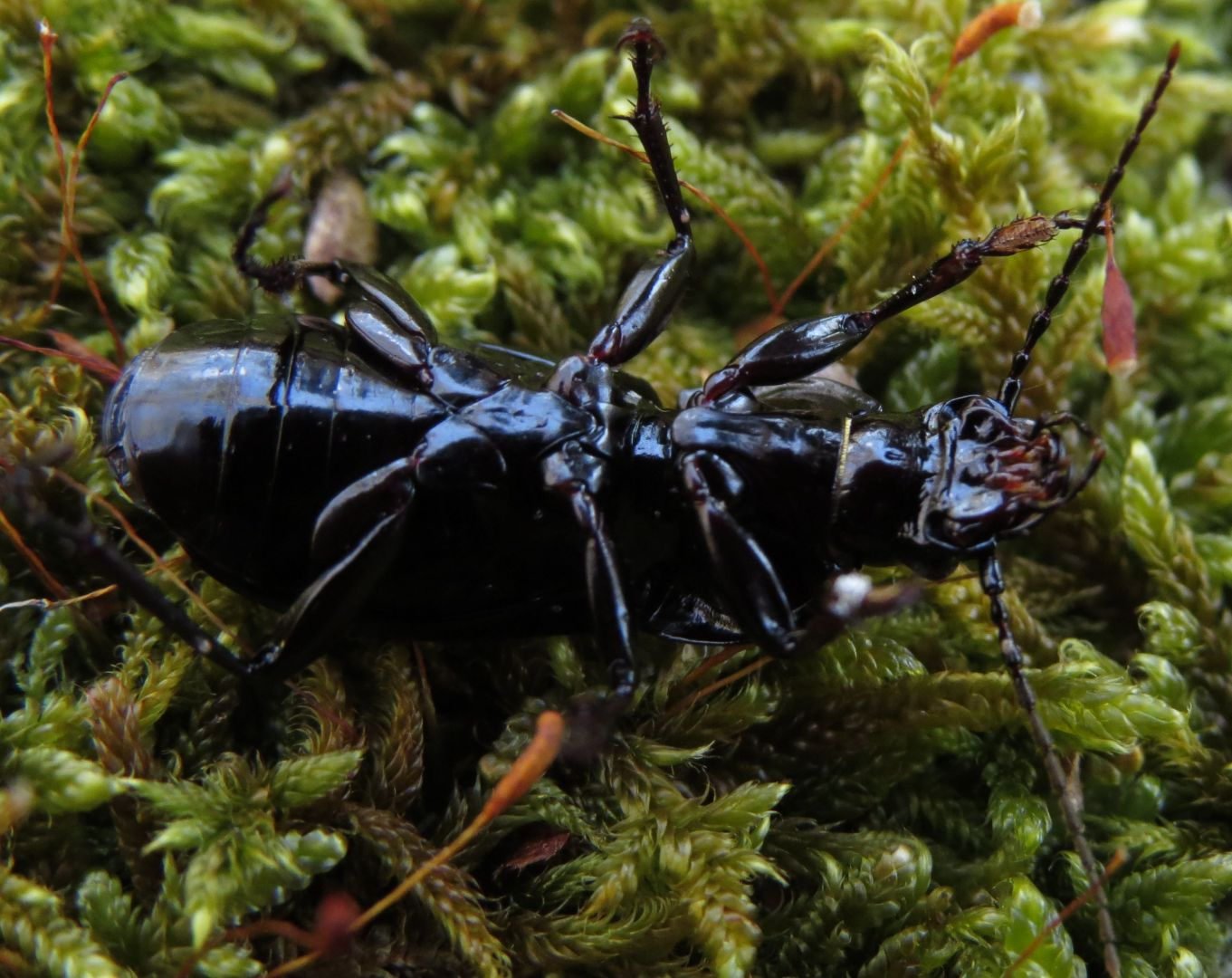
Abax parallelepipedus parte inferior masculina

Abax parallelepipedus es una especie de escarabajo del género Abax, tribu Pterostichini, familia Carabidae. Fue descrita científicamente por Piller & Mitterpacher en 1783.
Se distribuye por Reino Unido de Gran Bretaña e Irlanda del Norte, Suiza, Francia, Alemania, Países Bajos, Polonia, Austria, Luxemburgo, Suecia, Noruega, Italia, Dinamarca, Irlanda, Bélgica, Ucrania, España, Eslovenia, Chequia, Canadá, Rumania, Federación Rusa, Hungría, Eslovaquia, Croacia, Liechtenstein, 
Serbia y Túnez. La especie se mantiene activa durante todos los meses del año.